# Wesley Rombaut
Wesley Rombaut, (12 november 1977) is een Belgische voormalige atleet, die zich had toegelegd op het polsstokhoogspringen. Hij werd eenmaal Belgisch kampioen.

## Biografie
Rombaut werd in 1998 Belgisch kampioen polsstokspringen. In 2000 nam hij in Gent deel aan de Europese indoorkampioenschappen. Hij overleefde de kwalificaties niet, vanwege een blessure.
Rombaut was aangesloten bij Excelsior Sports Club, Olympic Essenbeek Halle, Cercle Atléthique du Brabant Wallon, Racing Club Gent en AA Gent

## Belgische kampioenschappen
| Onderdeel        | Jaar |
| ---------------- | ---- |
| polsstokspringen | 1998 |

## Persoonlijke records
Outdoor
| Onderdeel        | Prestatie | Datum        | Plaats  |
| ---------------- | --------- | ------------ | ------- |
| polsstokspringen | 5,45 m    | 30 juli 2000 | Brussel |

Indoor
| Onderdeel        | Prestatie | Datum          | Plaats  |
| ---------------- | --------- | -------------- | ------- |
| polsstokspringen | 5,41 m    | 2 januari 2000 | Hoboken |

## Palmares
polsstokspringen
- 1998:  BK AC indoor – 5,00 m
- 1998:  BK AC – 5,25 m
- 1999:  BK AC indoor – 5,10 m
- 1999:  BK AC – 5,35 m
- 2000: 16e in kwalificaties EK indoor in Gent – 5,20 m
- 2000:  BK AC – 5,45 m
- 2001:  BK AC indoor – 5,20 m
- 2001:  BK AC – 5,30 m